# キャデラック選手権
WGC選手権（WGC Championship）は、1999年に創始された世界ゴルフ選手権として開かれるゴルフの大会である
。2006年までは「アメリカン・エキスプレス選手権（WGC-American Express Championship）」、2010年までは「CA選手権（WGC-CA Championship）」、2011年から16年まではキャデラック選手権の名称で行われていた。

## 概要
出場資格は、当年度の「世界ランキング50位以内」の選手と、世界各国ゴルフツアーの賞金ランキング上位者である。アメリカPGAツアーの賞金ランキング30位以内、ヨーロピアンツアーの賞金ランキング20位以内、日本ツアーと南アフリカツアーからは当年度の賞金ランキング3位以内、オーストラリアツアーとアジアンツアーからは前年度の賞金ランキング3位以内の選手が出場資格を得られる。試合は4日間のストロークプレー方式で行われる。
最初の2回は、11月の第1週にスペインの名門コース「バルデラマ・ゴルフクラブ」で開催された。ここはヨーロッパでも屈指の難コースとして有名であり、特に17番ホール（パー5）の3段グリーンは、きつい傾斜で選手たちに恐れられている。グリーンの中央を正しく狙っても、傾斜にかかって大きな池に落ちることが多い“魔の17番”として世界的に有名なホールである。第1回大会は、タイガー・ウッズが地元スペインのミゲル・アンヘル・ヒメネスとのプレーオフを制して初代優勝者となった。しかし翌2000年の大会で、当時（メジャー年間3勝などで）絶好調だったウッズが「4ラウンド中3回」17番の第2打を池に落としたことから、このコースの難度が大きな話題を呼んだ。この時は日本の田中秀道が優勝争いに加わり、最終日に自滅したものの、日本人選手最高位の11位に入っている。
2001年の大会は、9月第2週にアメリカ・ミズーリ州セントルイスで開催される予定だった。しかしその週、9月11日の火曜日にアメリカ同時多発テロ事件が勃発したため、直前に開催中止となった。
2002年からは開催時期が10月第1週となる。2002年と2004年はアイルランドの「マウント・ジュリエット・エステート」で、2003年はアメリカ・ジョージア州の「キャピタル・シティ・ゴルフクラブ」で開かれた。2005年の会場はアメリカ・サンフランシスコの「ハーディングパーク・ゴルフクラブ」であった。
2007年からは前身のドラール・オープンの名残として開催時期を3月中旬に変更。また2015年はマッチプレー選手権が5月に移動したが、2016年には3月下旬に開催。
しかしドナルド・トランプに所有してからは大統領就任後の懸念からPGAツアーも本大会の会場をメキシコに移転することが2016年6月1日に発表された。

## 開催コース
| 年         | 会場                           | 開催地                          |
| ---------- | ------------------------------ | ------------------------------- |
| 2017       | Club de Golf Chapultepec       | ナウカルパン, メキシコ          |
| 2007–16    | トランプ・ナショナル・ドラール | Doral, Florida, U.S.            |
| 2006       | The Grove                      | Hertfordshire, England          |
| 2005       | Harding Park Golf Club         | San Francisco, California, U.S. |
| 2002, 2004 | Mount Juliet Golf Club         | Thomastown, Ireland             |
| 2003       | キャピタル・シティクラブ       | Atlanta, Georgia, U.S.          |
| 2001*      | Bellerive Country Club         | St. Louis, Missouri, U.S.       |
| 1999–2000  | Valderrama Golf Club           | San Roque, Spain                |

*Note – 2001年の大会は9月13日から16日まで開催予定だったが、アメリカ同時多発テロ事件を受けて中止となった。
同時に裏開催として予定されていたタンパベイ・クラシックも中止。
さらに同年9月末に予定されていたライダーカップも翌年に延期に止むを得なくなった。

## 大会歴代優勝者
| 開催年                             | 優勝者                             | スコア                             | パー                               | 2位との差                          | 2位（タイ）                                              | 賞金総額 ($)                       | 優勝賞金 ($)                       | コース                             |                          |
| WGC-Workday Championship           | WGC-Workday Championship           | WGC-Workday Championship           | WGC-Workday Championship           | WGC-Workday Championship           | WGC-Workday Championship                                 | WGC-Workday Championship           | WGC-Workday Championship           | WGC-Workday Championship           | WGC-Workday Championship |
| ---------------------------------- | ---------------------------------- | ---------------------------------- | ---------------------------------- | ---------------------------------- | -------------------------------------------------------- | ---------------------------------- | ---------------------------------- | ---------------------------------- | ------------------------ |
| 2021                               | コリン・モリカワ                   | 270                                | −18                                | 3 strokes                          | ビリー・ホーシェル Viktor Hovland ブルックス・ケプカ     | 10,500,000                         | 1,820,000                          | Concession, Florida                |                          |
| WGC-Mexico Championship            |                                    |                                    |                                    |                                    |                                                          |                                    |                                    |                                    |                          |
| 2020                               | パトリック・リード (2)             | 266                                | −18                                | 1 stroke                           | ブライソン・デシャンボー                                 | 10,500,000                         | 1,820,000                          | Chapultepec, Mexico                |                          |
| 2019                               | ダスティン・ジョンソン (3)         | 263                                | −21                                | 5 strokes                          | ローリー・マキロイ                                       | 10,250,000                         | 1,745,000                          | Chapultepec, Mexico                |                          |
| 2018年                             | フィル・ミケルソン                 | 268                                | −16                                | Playoff                            | ジャスティン・トーマス                                   | 10,000,000                         | 1,700,000                          |                                    |                          |
| 2017年                             | ダスティン・ジョンソン (2)         | 270                                | −14                                | 1打差                              | トミー・フリートウッド                                   | 9,750,000                          | 1,660,000                          |                                    |                          |
| WGC-キャデラック選手権             |                                    |                                    |                                    |                                    |                                                          |                                    |                                    |                                    |                          |
| 2016年                             | アダム・スコット                   | 276                                | −12                                | 1打差                              | バッバ・ワトソン                                         | 9,500,000                          | 1,620,000                          |                                    |                          |
| 2015年                             | ダスティン・ジョンソン             | 279                                | −9                                 | 1打差                              | J.B.ホームズ                                             | 9,250,000                          | 1,572,500                          |                                    |                          |
| 2014年                             | パトリック・リード                 | 284                                | -4                                 | 1打差                              | ジェイミー・ドナルドソン バッバ・ワトソン                | 9,000,000                          | 1,530,000                          |                                    |                          |
| 2013年                             | タイガー・ウッズ (7)               | 269                                | –19                                | 2打差                              | スティーブ・ストリッカー                                 | 8,750,000                          | 1,500,000                          |                                    |                          |
| 2012年                             | ジャスティン・ローズ               | 272                                | –16                                | 1打差                              | バッバ・ワトソン                                         | 8,500,000                          | 1,400,000                          |                                    |                          |
| 2011年                             | ニック・ワトニー                   | 272                                | –16                                | 2打差                              | ダスティン・ジョンソン                                   | 8,500,000                          | 1,400,000                          |                                    |                          |
| WGC-CA選手権                       |                                    |                                    |                                    |                                    |                                                          |                                    |                                    |                                    |                          |
| 2010年                             | アーニー・エルス (2)               | 270                                | –18                                | 4打差                              | シャール・シュワーツェル                                 | 8,500,000                          | 1,400,000                          |                                    |                          |
| 2009年                             | フィル・ミケルソン                 | 269                                | –19                                | 1打差                              | ニック・ワトニー                                         | 8,500,000                          | 1,400,000                          |                                    |                          |
| 2008年                             | ジェフ・オギルビー                 | 271                                | –17                                | 1打差                              | ジム・フューリク レティーフ・グーセン ビジェイ・シン     | 8,000,000                          | 1,350,000                          |                                    |                          |
| 2007年                             | タイガー・ウッズ (6)               | 278                                | –10                                | 2打差                              | Brett Wetterich                                          | 8,000,000                          | 1,350,000                          |                                    |                          |
| WGC-アメリカン・エキスプレス選手権 |                                    |                                    |                                    |                                    |                                                          |                                    |                                    |                                    |                          |
| 2006年                             | タイガー・ウッズ (5)               | 261                                | –23                                | 8打差                              | イアン・ポールター アダム・スコット                      | 7,500,000                          | 1,300,000                          |                                    |                          |
| 2005年                             | タイガー・ウッズ (4)               | 270                                | –10                                | プレーオフ                         | ジョン・デーリー                                         | 7,500,000                          | 1,300,000                          |                                    |                          |
| 2004年                             | アーニー・エルス                   | 270                                | –18                                | 1打差                              | トーマス・ビヨン                                         | 7,000,000                          | 1,200,000                          |                                    |                          |
| 2003年                             | タイガー・ウッズ (3)               | 274                                | –6                                 | 2打差                              | スチュワート・アップルビー ティム・ヘロン ビジェイ・シン | 6,000,000                          | 1,050,000                          |                                    |                          |
| 2002年                             | タイガー・ウッズ (2)               | 263                                | –25                                | 1打差                              | レティーフ・グーセン                                     | 5,500,000                          | 1,000,000                          |                                    |                          |
| 2001                               | アメリカ同時多発テロ事件のため中止 | アメリカ同時多発テロ事件のため中止 | アメリカ同時多発テロ事件のため中止 | アメリカ同時多発テロ事件のため中止 | アメリカ同時多発テロ事件のため中止                       | アメリカ同時多発テロ事件のため中止 | アメリカ同時多発テロ事件のため中止 | アメリカ同時多発テロ事件のため中止 |                          |
| 2000年                             | マイク・ウェア                     | 277                                | –7                                 | 2打差                              | リー・ウエストウッド                                     | 5,000,000                          | 1,000,000                          |                                    |                          |
| 1999年                             | タイガー・ウッズ                   | 278                                | –6                                 | プレーオフ                         | ミゲル・アンヘル・ヒメネス                               | 5,000,000                          | 1,000,000                          |                                    |                          |

Note: 緑は大会記録。

Source